# Bindoy
Bindoy (Bayan ng Bindoy) är en kommun i Filippinerna. Kommunen ligger på ön Negros, och tillhör provinsen Negros Oriental. Folkmängden uppgår till 34 773 invånare.

## Barangayer
Bindoy är indelat i 22 barangayer.
| - Atotes - Batangan - Bulod - Cabcaban - Cabugan - Camudlas - Canluto - Danao - Danawan - Domolog - Malaga | - Manseje - Matobato - Nagcasunog - Nalundan - Pancil - Pangalaycayan - Peñahan - Poblacion (Payabon) - Salong - Tagaytay - Tinaogan - Tubod |